# 7066 Nessus
7066 Nessus (/ˈnɛsəs/; tiếng Hy Lạp: Νέσσος) là một tiểu hành tinh băng được David L. Rabinowitz ở đỉnh Kitt ngày 26 tháng 4 năm 1993.